# Boreng
Boreng is een bestuurslaag in het regentschap Lumajang van de provincie Oost-Java, Indonesië. Boreng telt 5238 inwoners (volkstelling 2010).